# Lucas 9

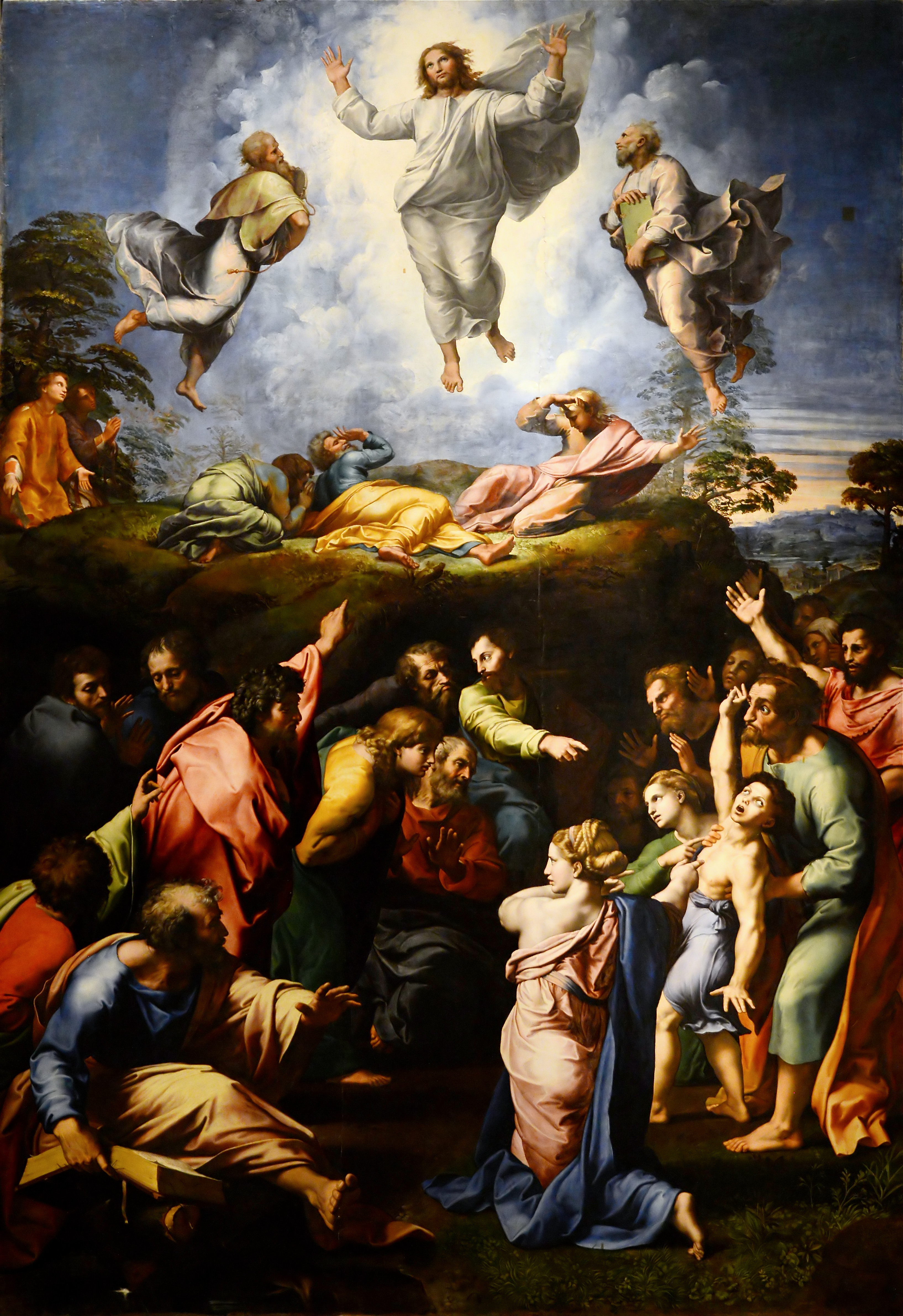
"Transfiguração de Cristo", um dos mais conhecidos eventos deste capítulo.
Entre 1518 e 1520. Por Rafael, atualmente na Pinacoteca Vaticana.

Lucas 9 é o nono capítulo do Evangelho de Lucas no Novo Testamento da Bíblia e relata diversos milagres realizados por Jesus, a história da Sua transfiguração, o envio dos doze apóstolos para pregar pela Galileia, a confissão de Pedro e a derradeira partida para a Pereia.

## Narrativa

### Pregação dos apóstolos e Herodes
O capítulo começa com Jesus despachando seus discípulos por toda a Galileia para pregar e curar, orientando-os a não levar nada consigo, «nem bordão, nem alforge, nem pão, nem dinheiro, nem tenhais duas túnicas.» (Lucas 9:3) Quando as notícias chegaram até Herodes Antipas, responsável pela morte de João Batista, ele quis saber de quem o povo falava (Lucas 9:1–9). O trecho inicial sobre os discípulos é similar a Mateus 10 (Mateus 10:5–15) e Marcos 6 (Marcos 6:7–13), enquanto que a perplexidade de Herodes aparece em Mateus 14 (Mateus 14:1–12) e Marcos 6 (Marcos 6:1–14).

### Alimentando os 5 000

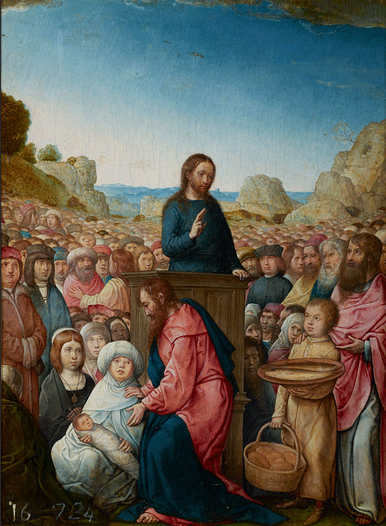
"Multiplicação dos pães e peixes", um dos poucos milagres de Jesus relatados nos quatro evangelhos canônicos.
Entre 1496 e 1504. Por Juan de Flandes, atualmente no Palácio Real de Madrid.

Este episódio é conhecido também como "Multiplicação dos pães e peixes" por causa dos cinco pães e dois peixes utilizados por Jesus para alimentar a multidão que o seguia para ouvi-lo. Segundo o relato (Lucas 10:17), Jesus, quando soube que João Batista havia sido assassinado, retirou-se para um barco para um local perto de Betsaida. A multidão seguiu-o a pé, vinda das cidades vizinhas. Quando ele desembarcou e viu a multidão, se compadeceu e passou a curar seus doentes. Quando a noite chegou, seus discípulos foram até ele e pediram que ele dispensasse o povo para que eles pudessem ir até uma vila para comprar alimento para jantar. Jesus afirmou que eles não precisavam ir embora e pediu que os discípulos dessem de comer para a multidão. Eles disseram que havia apenas cinco pães e dois peixes, o que não seria suficiente, mas Jesus pediu-lhes que trouxessem o que tinham até ele e ordenou que todos se sentassem na grama. Tomando os pães e peixes e olhando para o céu, ele agradeceu e partiu os pães. Então entregou-os aos discípulos e eles passaram a distribuir os pedações ao povo. Todos comeram e ficaram satisfeitos e o discípulos ainda conseguiram doze cestas de pedações de pão que sobraram. O número dos que foram alimentados, segundo Lucas, foi de 5 000 pessoas (outros evangelhos acrescentam ainda "além das mulheres e crianças").
Este é um dos poucos eventos do ministério de Jesus narrado nos quatro evangelhos canônicos, aparecendo também em Mateus 14 (Mateus 14:13–21), Marcos 6 (Marcos 6:31–44) e João 6 (João 6:5–15). Porém, ele não deve ser confundido com outro evento, bastante similar, conhecido como "Alimentando os 4000".

### Confissão de Pedro
Entre os eventos narrados no versículo 17 e no 18, passam-se aproximadamente oito meses. Segundo Lucas, Jesus perguntou a seus discípulos quem as multidões acreditavam que ele era. Depois de respostas variados (como versões ressuscitadas de João Batista ou Elias), Pedro fez sua famosa confissão de fé: «O Cristo de Deus.» (Lucas 9:20) Esta é a primeira vez que Jesus foi reconhecido como sendo o "Ungido" (em grega, "Christos"), um episódio relatado também em Mateus 16 (Mateus 16:13–20 e Marcos 8 (Marcos 8:27–30). Depois de pedir segredo, Jesus profetiza sua morte pela primeira vez (também em Mateus 16:21–28 e Marcos 8:31–38), um evento que se repetirá outras vezes durante seu ministério. Segue-se então um discurso sobre a abnegação, as perdas e os ganhos dos que o seguem, o Seu retorno em glória e a chegada do Reino de Deus (Lucas 18:27).

### Transfiguração
Lucas imediatamente entra no relato sobre a Transfiguração, que se deu aproximadamente 8 dias depois na presença de Pedro, João e Tiago. Depois de brilhar intensamente, Jesus aparece conversando com Moisés e Elias. Depois de ser envolvido numa nuvem, uma voz declarou: «Este é o meu Filho, o meu escolhido, ouvi-o.» (Lucas 9:35) Novamente Jesus pediu segredo aos apóstolos sobre o que haviam visto. Além de Lucas 9:18–36, este evento é relatado  também Mateus 17 (17 1:8) e Marcos 9 (Marcos 9:2–8).

### Exorcismo do garoto
Um dos muitos milagres de Jesus, neste caso ele exorciza um garoto depois que seus discípulos fracassam: «Ó geração incrédula e perversa! até quando estarei convosco e vos sofrerei?» (Lucas 9:41), um episódio que está também em Mateus 17:14–21 e Marcos 9:14–29. Logo em seguida, Jesus profetiza novamente sua morte (com paralelos em Mateus 17:22–23 e Marcos 9:30–32).

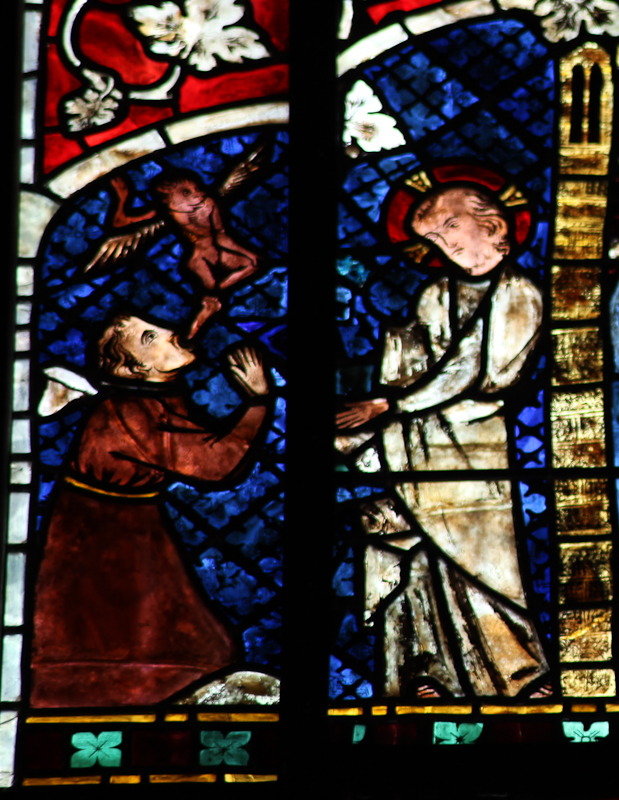
Jesus exorcizando o garoto, um dos primeiros exorcismos de Jesus relatados em Lucas.
Vitral na Catedral de Estrasburgo.

Logo em seguida, Jesus fala pela primeira vez das crianças (Lucas 9:46–48, um episódio que aparece em vários lugares do Evangelho. Em seguida,  João relatou a Jesus que eles haviam proibido um não-discípulo de expulsar demônios em nome  de Jesus, o que resultou numa de suas mais famosas frases: «[...] Não lho proibais; pois quem não é contra vós, é por vós.» (João 9:50).

### Despedida da Galileia e primeiros dias na Pereia
De Lucas 9:51 até Lucas 19 (Lucas 19:28) está o relato do ministério de Jesus na Pereia, um território a leste do rio Jordão que estava na jurisdição de Herodes Antipas, e na Judeia, uma província romana sob o controle de Pôncio Pilatos. Este episódio também está nos quatro evangelhos canônicos (em Mateus 19:1, Marcos 10:1 e João 10:22).
Logo em seguida, Jesus e seu grupo tentam se abrigar numa aldeia samaritana, mas foram rejeitados. João sugeriu destruir a cidade fazendo «descer um fogo do céu» (Lucas 9:54), Jesus o repreende e todos partem (este episódio tem um paralelo em Marcos 9:38–40). O capítulo termina com um exemplo de priamel utilizado por Jesus para sublinhar a decisão dos que resolvem segui-lo e conhecido como "Raposas tem covis" por causa de uma expressão que ele utilizou no trecho (Lucas 9:57–62, mas que aparece também em Mateus 8:19–22). Jesus profere também outra frase famosa neste trecho: "Que os mortos enterrem os seus mortos".

## Texto
O texto original deste evangelho foi escrito em grego koiné e alguns dos manuscritos antigos que contém este capítulo, dividido em 62 versículos, são:
- Papiro 75 (c. 175-225)
- Papiro  45 (c. 250)
- Codex Vaticanus (325-350)
- Codex Sinaiticus (330-360)
- Codex Bezae (c. 400)
- Codex Washingtonianus (c. 400)
- Codex Alexandrinus (c. 400-440)
- Codex Ephraemi Rescriptus (c. 450)